# Système aérospatial MAKS
Le système aérospatial MAKS (en russe : МАКС, pour « Многоцелевая Авиационно-Космическая Система », signifiant « Système aérospatial multi-usages/polyvalent ») était un projet soviétique d'engin spatial à deux étages lancé depuis un avion, dont le développement débuta en 1988 mais fut annulé en 1991.
Le but principal du projet était de diviser par dix, le coût de la mise en orbite d'une charge utile d'une masse de sept tonnes, en effectuant des lancements à l'aide d'un très gros porteur An-225 — alors redésigné An-325 — et en limitant l'emploi d'éléments non-réutilisables, comme l'avaient fait les Américains avec leur programme de navette spatiale. L'autre intérêt du projet était de permettre aux Soviétiques de lancer des engins spatiaux depuis pratiquement n'importe-quel point du globe, l'Antonov se comportant comme une rampe de lancement mobile. Il devenait alors possible de lancer des satellites depuis l'équateur sans pour autant disposer de base spatiale proche de l'équateur.
Trois variantes du projet furent proposées, avec un premier vol prévu aux environs de 2008, mais l'URSS s'effondra avant qu'il n'ait pu aboutir. Sa phase expérimentale constitue toutefois à ce jour la seule mise en œuvre effective d'un moteur à triergol. La conception de la navette spatiale soviétique Bourane, qui réalisa son unique vol le 15 novembre 1988, fut également liée au projet.

## Conception et développement

### Premières esquisses

L'avion spatial du projet Spiral, dont les idées furent en partie reprises pour la conception du projet MAKS.

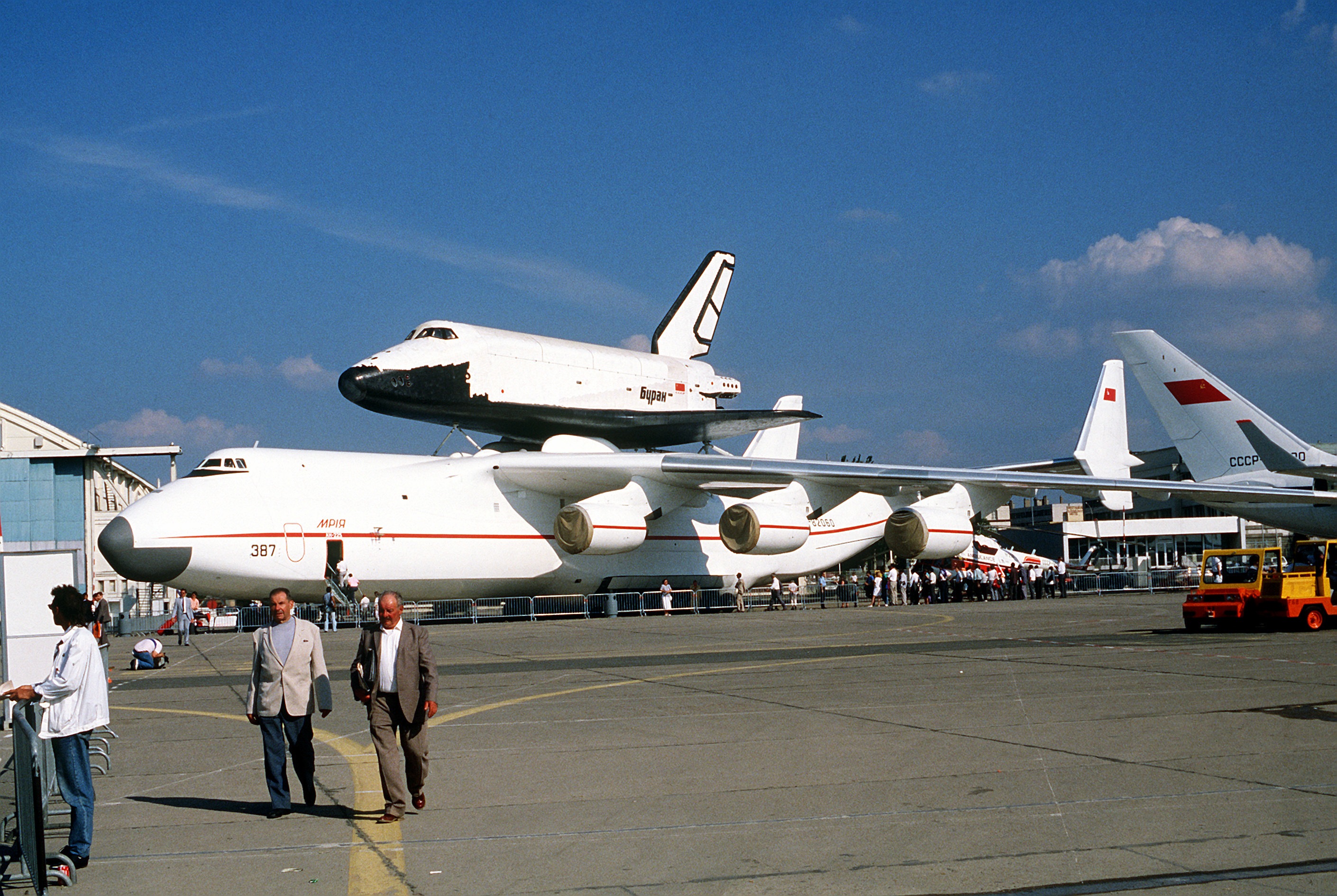
La navette Bourane sur son Antonov An-225, au salon du Bourget de 1989.

Réalisé par le constructeur soviétique NPO Molniya (ru), le développement du projet MAKS — désigné en interne 9A-1048 — démarra dès le début des années 1980 sous la direction de Gleb Lozino-Lozinskiy (ru), se basant sur les enseignements techniques tirés des programmes Spiral (Спираль), BOR (БОР) et même Bourane (qui n'avait pas encore volé). D'une technologie très particulière, Il fut présenté pour la première fois au public à la fin des années 1980.
Entre 1976 et 1981, il fut noté que le lancement de l'avion Spiral depuis un gros avion de transport était réalisable et aurait un coût bien plus faible que l'ancienne solution envisagée, qui faisait appel à un avion lanceur supersonique,. Les concepteurs remarquèrent ensuite qu'un avion spatial aux dimensions réduites offrirait de nombreux avantages par rapport à la navette spatiale Bourane, alors en cours de développement. Parmi ces avantages, le système offrait des temps de mise en œuvre et de maintenance réduits, une flexibilité de missions plus importante et une plus large gamme d'orbites exploitables. Il devait permettre de lancer des charges utiles en orbite, travailler sur des satellites déjà en orbite, et renvoyer des charges utiles vers la Terre.
Sur plusieurs points, le concept MAKS était considéré comme bien supérieur aux concepts désignés « système 49 » et « Bizan », la conception de type SSTO permettant de larguer le réservoir d'ergols dans l'océan à l'opposé du lieu de lancement, alors que pour le système 49, les lancements n'étaient possibles que depuis des emplacements permettant aux premiers étages de retomber 2 000 km plus loin,. De plus, le MAKS était plus réutilisable que le Bizan, car tous les moteurs employés étaient récupérés, seul le réservoir externe étant détruit après la mission (comme pour la navette spatiale américaine),. Enfin, la disponibilité de l'avion de transport An-225 permettait de concevoir un avion spatial aux dimensions supérieures.
La première esquisse du projet MAKS faisait appel à trois moteurs-fusées NK-45, brûlant un mélange cryogénique d'oxygène et d'hydrogène liquide et développant une poussée unitaire d'environ 900 kN dans le vide,. D'une masse au lancement de 250 tonnes, il devait permettre la mise en orbite basse d'une charge utile de 7 tonnes. En cours de conception, le moteur triergols RD-701 (ru) (en russe : РД-701) fut choisi pour remplacer le NK-45. La densité plus élevée des ergols qu'il utilisait permettait de réduire la taille et la masse du réservoir externe, ce qui permettait de porter la masse maximale de la charge utile à 8,4 tonnes.
Des études indiquèrent que l'angle optimal de lancement pour le MAKS était de 45°, mais pour atteindre un tel angle d'incidence avec un avion aussi imposant que l'An-225, il fallait lui ajouter un moteur-fusée, une idée difficilement acceptable pour les concepteurs car elle aurait en outre pénalisé la masse brute de l'avion spatial MAKS. Une disposition et une géométrie du réservoir et de l'orbiteur furent finalement trouvées et permettaient d'obtenir de bonnes conditions de largage sans nécessiter l'ajout de moteur-fusée sur l'avion porteur Antonov. D'autres modifications furent appliquées au réservoir externe, car la disposition initiale des réservoirs d'ergols à l'intérieur de ce dernier appliquait des contraintes structurelles indésirables à l'avion porteur et compliquait les opérations de séparation entre celui-ci et l'orbiteur. Le résultat final fut une configuration dans laquelle l'avion spatial était légèrement cabré et « poussait » son réservoir externe jusqu'en orbite. Cette solution retenue offrait le meilleur compromis entre masse et résistance structurelle, rendait efficace la séparation entre l'avion porteur et l'orbiteur, puis permettait aussi l'installation de sièges éjectables pour l'équipage de l'avion spatial pour faire face aux situations d'urgence les plus catastrophiques.

### Solution technique retenue
Réalisées par Molniya et 70 sous-traitants, les études préliminaires du projet MAKS, comprenant 220 volumes, furent achevées en 1988. Dans ce projet, l'avion porteur Antonov An-225 — déjà utilisé pour transporter Bourane, puis prévu pour évoluer en An-325 —, qui servait également d'avion de transport « normal », avait la particularité de servir de rampe de lancement mobile pour le vaisseau spatial, remplissant alors le rôle normalement attribué à un premier étage sur une fusée classique. Le vaisseau pouvait ainsi être tiré depuis l'Antonov à une altitude de 9 000 m, une vitesse initiale de 900 km/h et avec une poussée de 3 900 kN. La partie jouant le rôle d'un deuxième étage — la « partie spatiale » à proprement parler — fut par contre déclinée en trois versions :
- MAKS-OS-P : (en russe : МАКС-ОС-П, pour « Орбитальный Самолет Пилотируемый »[11], signifiant « avion orbital avec pilote »). Version de base, dotée d'un orbiteur (avion spatial) habité, doté de moteurs-fusées, et d'un réservoir externe jetable (comme celui de la navette américaine)[5]. L'image de l'infobox représente cette version, qui est d'ailleurs la configuration la plus proche de celle de l'avion du projet Spiral[5] : Cette version disposait également de trois sous-versions :
  - TTO-1, pour l'approvisionnement et la maintenance des stations spatiales, ainsi que la réalisation d'opérations de sauvetage[11]. Cette version est surtout destinée à ravitailler en vivres et matériel la partie habitable d'une station spatiale[12]. Elle disposait d'une écoutille et d'un système d'amarrage, ainsi que d'une deuxième cabine pressurisée à l'emplacement de la soute, permettant d'accueillir des cosmonautes supplémentaires[12] ;
  - TTO-2, également pour l'approvisionnement et la maintenance des stations spatiales, mais plus particulièrement pour les modules situés à l'extérieur, tels les panneaux solaires, les batteries, ou dans certains cas le carburant, installé dans une soute non-pressurisée[11],[12] ;
  - OS-B (en russe : МАКС-ОС-B, pour « Орбитальный Самолет Беспилотного »[11], signifiant « avion orbital sans pilote »), similaire à la version OS-P, mais à la charge utile légèrement accrue et dotée d'un système d'atterrissage automatique[11] Il est conçu pour les missions nécessitant une charge utile légèrement accrue ou des missions à plus haute altitude et sur une durée plus importante[12].
- MAKS-T : (en russe : МАКС-Т, pour « Тяжелых »[11], signifiant « lourd »). Version de transport sans équipage, à la charge utile bien plus importante, utilisant toujours le réservoir externe, mais dont l'avion orbital était remplacé par un étage de fusée classique et jetable, consistant en un conteneur de charge utile embarquant des moteurs-fusées à ergols cryogéniques[5],[12],[13].
- MAKS-M : (en russe : МАКС-М, pour « Многоразовой »[11], signifiant « réutilisable »). Version de transport sans équipage. Ultime version du projet MAKS, elle était dépourvue de réservoir externe et dotée d'un orbiteur contenant tous les réservoirs d'ergols nécessaires à l'ascension en orbite, ce qui devait le rendre entièrement réutilisable[5],[12],[14] ;

Dans les versions avec avion orbital (MAKS-OS-P et MAKS-M), la charge utile placée en orbite terrestre basse devait être de 7 tonnes. Si l'ensemble lancé par l'Antonov était un étage de fusée classique à usage unique (MAKS-T), la charge utile passait à 18 tonnes en orbite basse, ou 5 000 kg en orbite géostationnaire. Au décollage, toutes versions confondues, l'ensemble des éléments constituant le deuxième étage — la « partie spatiale » — du système MAKS avaient une masse de 275 tonnes,. En comptant l'avion porteur, la masse au décollage de l'ensemble MAKS au complet s'élevait à 620 tonnes. Seuls les avions — porteur et orbiteur — étaient réutilisables ; le réservoir externe, lorsqu'il était présent, était à usage unique.
L'objectif principal du projet MAKS était le placement de marchandises et d'équipages en orbite, y compris à destination des stations spatiales. De par la nature du lanceur et son principe de fonctionnement, le système pouvait également être employé pour des situations d'urgence sur différentes orbites, pour le sauvetage d'équipages ou de matériel, pour la réparation d'un module habitable endommagé, diverses expériences scientifiques, des missions de renseignement militaire, ou la surveillance de l'environnement lors de catastrophes naturelles,.
Un avantage important de ce mode de lancement aérien était l'absence de nécessité d'une base de lancement. L'avion porteur et sa charge utile « spatiale » pouvaient décoller depuis des aérodromes conventionnels — de taille raisonnable —, nécessitant simplement la présence de matériel de soutien technique et de remplissage en carburant des divers composants du MAKS,. L'autre avantage du système MAKS était l'emploi d'ergols relativement peu polluants, y-compris pour son moteur triergols multimodes RD-701 (ru) (en russe : РД-701), qui n'employait qu'un mélange de RP-1/hydrogène liquide et d'oxygène liquide,.
Le développement du projet fut autorisé mais annulé en 1991, alors que des maquettes de l'orbiteur et du réservoir externe avaient déjà été achevées. Un moteur expérimental d'environ 90 kN de poussée et utilisant 19 injecteurs fut testé, démontrant au cours de 50 tests son bon fonctionnement dans ses deux modes et une transition en douceur entre eux,. Devant les promesses du programme, en particulier une réduction des coûts de mise en orbite par un facteur de dix, les concepteurs du projet MAKS espéraient toujours trouver des fonds pour son développement. Si cela avait été rendu possible, il aurait dû voler dès l'année 1998.

### LeMAKS-D, ultime proposition du projet initial
En 1993 et 1994, sur demande de l'Agence spatiale européenne (ESA), Bristish Aerospace, Molniya, Antonov et le TsAGI réalisèrent la conception d'un démonstrateur d'avion spatial, sous le nom de projet RADEM,. Celui-ci, également désigné MAKS-D (en russe : МАКС-Д, pour « Демонстратор », signifiant démonstrateur »), était une version sans pilote et à échelle réduite de l'avion MAKS initial, devant utiliser un moteur-fusée existant : un unique RD-120 — moteur qui propulset l'étage supérieur du lanceur moyen Zenit —, brûlant un mélange classique d'oxygène liquide et de RP-1,. Lancé depuis l'An-225, le MAKS-D devait atteindre une altitude de 80 à 90 km et une vitesse comprise entre Mach 14 et Mach 15.
L'avion expérimental ES (en russe : « ЭC », pour « Экспериментальный Cамолет », signifiant « avion expérimental ») aurait eu une masse au lancement de 56 tonnes, dont 45 tonnes d'ergols. Il aurait volé à vitesse hypersonique sur une distance de 1 500 km, puis serait revenu se poser automatiquement sur sa base de lancement. Il fut proposé en trois versions : La première avait pour objectif de tester les algorithmes de vol, les matériaux et la réutilisabilité des moteurs des projets MAKS-M et I-HOTOL — un projet britannique de lanceur orbital monoétage également réutilisable développé en collaboration entre les deux pays —,,. L'avion orbital avait une longueur de 38 m et une envergure de 24 m. La deuxième version était similaire mais modifiée pour des essais de statoréacteurs à combustion supersonique, aussi désigné « scramjets »,.
La troisième version, celle qui devait la définitive, était un avion orbital avec une capacité d'emport de deux tonnes de charge utile. La différence avec le MAKS-T était que le système MAKS-D était équipé d'un premier étage à moteurs-fusées pour le lancement désigné « RS » (pour « Rocket Stage »), équipé d'un moteur européen HM-7B — utilisé pour les étages supérieurs de nombreuses fusées Ariane — fonctionnant avec le mélange LOX/LH2,. Ce dernier devait s'allumer cinq secondes après le largage depuis l'avion porteur Antonov et fonctionner en parallèle avec les moteurs-fusées RD-120 installés sur le MAKS-D. Après épuisement des ergols contenus par l'étage RS, ce dernier devait être largué et l'avion orbital devait continuer seul son ascension vers l'orbite,. Ce fonctionnement était similaire à celui des premiers concepts du lanceur expérimental X-34 de la NASA. Cette version finale du MAKS-D devait permettre de placer une charge utile de 2 000 kg sur une orbite de 200 km à 51° d'inclinaison.
Le projet MAKS reçut une médaille d'or — avec distinction — et un prix spécial du Premier ministre belge en 1994, lors du Salon mondial des inventions, de la recherche scientifique et des innovations industrielles « Eureka-94 », se déroulant à Bruxelles.

### Tentative de reprise du projet
En juin 2010, à la suite du premier vol du X-37B américain, la Russie envisagea de relancer le programme MAKS.
Dès 2006, d'autres entreprises russes travaillaient également à la conception de systèmes aérolancés ressemblant au système MAKS. En Ukraine, le projet s'est développé sous la forme d'autres systèmes aérolancés, tels les Svityaz, Oril et Soura.

## Caractéristiques du projet

### Caractéristiques techniques
Le système aérospatial MAKS, dans sa version habitée MAKS-OS-P, avait une masse totale au décollage de 620 tonnes et était constitué de trois éléments principaux :
- Antonov An-225 Mriya : Cet avion de transport, le plus gros au monde, fut initialement développé pour transporter la navette Bourane, comme le Boeing 747 Shuttle Carrier Aircraft qui servit à transporter la navette spatiale américaine. Cet avion devait transporter sur son dos les 275 tonnes de l'étage spatial MAKS vers une position précise pour le lancement. Le lancement devait être réalisé à une altitude d'environ 8 800 m, après une succession de manœuvres de positionnement[1]. Le gain d'efficacité estimé par rapport à un lancement vertical depuis le sol était d'environ 270 m/s[1] ;
- Réservoir externe : D'un diamètre maximal de 6,38 m et d'une longueur de 32,1 m, il emportait les ergols — RP-1, oxygène liquide et hydrogène liquide — alimentant les moteurs de l'orbiteur. Il avait une masse totale de 248 100 kg[22], mais une masse de 10 820 kg à vide[1],[22]. D'une longueur de 32,10 m et un diamètre de 6,38 m[22], il était constitué de trois réservoirs : le réservoir d'hydrogène liquide à l'avant, oxygène liquide au milieu et RP-1 à l'arrière[12]. Il était relié à l'avion orbital par trois solides connecteurs disposant de système de séparation pyrotechniques[12]. Son coût unitaire était de 5 millions de dollars[22] ;
- Avion spatial MAKS : (aussi désigné « orbiteur »). Cet avion spatial, conçu pour effectuer une centaine de vols, employait des systèmes déjà conçus pour les programmes Energia et Bourane[1]. Il avait une masse à vide de 18 400 kg, pour une longueur de 19,3 m, une hauteur de 8,6 m[12] et une envergure de 12,5 m[1]. Sa forme fut considérablement modifiée, comparée à celle des avions spatiaux des programmes Spiral et Bizan, afin de lui permettre d'accueillir les moteurs de propulsion principaux dans sa section arrière[1]. Dans sa version sans pilote MAKS-OS-B, il pouvait placer une charge de 9 500 kg en orbite à une altitude de 200 km et une inclinaison de 51°[1]. La version habitée MAKS-OS-P pouvait embarquer deux membres d'équipage[12] et une charge utile de 8 500 kg, à l'intérieur d'une soute de 6,8 m pour 2,8 m de diamètre[1].

Dans sa section arrière se trouvaient deux moteurs-fusées triergols RD-701, conçus pour être réutilisés quinze fois et brulant un mélange dense de RP-1 et d'hydrogène liquide pour la première partie du vol de l'avion. Ils transitaient ensuite vers un mode de propulsion n'employant plus que de l'hydrogène liquide, moins dense, produisant alors une poussée plus faible mais bénéficiant d'une meilleure impulsion spécifique. Cette solution technique permettait de réduire la taille du réservoir d'hydrogène initialement prévue, qui était assez imposante et posait de nombreux problèmes aux ingénieurs. Les deux moteurs RD-701 du système MAKS avaient une masse totale de 3 990 kg et produisaient une poussée totale de 3 923 k N au moment de la séparation avec l'Antonov An-225 (3 618,771 kN dans le vide). Leur impulsion spécifique dans le vide était de 460 s (417 s au niveau de la mer), tandis que leur temps de combustion au cours d'une mission était de 440 s ;
L'avion spatial était également doté de deux moteurs de manœuvres orbitales, équivalents dans leur rôle aux deux moteurs de l'OMS de la navette spatiale américaine. Produisant chacun une poussée de 30 kN, ils étaient utilisés pour la finalisation de la mise en orbite après le largage du réservoir externe, pour les manœuvres en orbite, puis pour amorcer la rentrée atmosphérique précédant le retour sur Terre. L'OMS comprenait également des petits moteurs de manœuvre. En tout, 28 petits moteurs de contrôle d'attitude (RCS), brulant un mélange non-polluant de peroxyde d'hydrogène et de RP-1 et produisant des poussées de 25 et 40 N, étaient installés dans trois blocs autour de la navette : un bloc était dans le nez, tandis que les deux autres blocs étaient à l'arrière à gauche et à droite, accolés aux moteurs principaux de l'OMS. Ils étaient utilisés pour les manœuvres en orbite, ainsi que le contrôle de l'orientation de l'avion orbital pendant la première partie de la rentrée atmosphérique. Le contrôle de l'avion spatial dans les couches denses de l'atmosphère, à la fin de la rentrée atmosphérique, était effectué aérodynamiquement grâce à des ailerons, des volets et une dérive, cette dernière disposant également d'un aérofrein en deux parties. Le coût unitaire d'un avion spatial MAKS était de 8 millions de dollars.
La charge utile maximale était de 6 600 kg pour une orbite polaire à une altitude de 400 km. En 1985, le coût unitaire d'un système MAKS prêt pour une mission était de 113 millions de Dollars (soit 269 millions de dollars de 2025).

### Profil de mission type
Lors d'un lancement du MAKS, l'avion porteur An-225 et son étage spatial devaient décoller d'un aéroport aux dimensions correctes, puis rejoindre le point précis au-dessus de la Terre où était prévu le lancement de l'étage orbital du système MAKS. Si le point de lancement était dans les 1 000 km autour de la base de départ, l'avion volait sur ses propres réserves de carburant. Il était prévu qu'il effectue un ravitaillement en vol dans le cas où il devait rejoindre une position équatoriale pour effectuer le lancement. Les coordonnées géographiques de lancement étaient directement dictées par les paramètres d'orbite demandés.
Arrivé à une altitude d'environ 8 700 m, l'avion devait exécuter une manœuvre pré-lancement, visant à présenter l'avion spatial dans la configuration idéale pour le largage, avec l'altitude, le vecteur vitesse et l'angele optimaux. Cette manœuvre consistait en un piqué léger, réduisant l'altitude à 6 800 m sur une distance de 7 km, puis un cabrage, au cours duquel l'avion remontait à 8 600 m et une vitesse de 900 km/h. la procédure de largage était alors amorcée et le moteur-fusée RD-171 de l'orbiteur devait être allumé,.
Une fois l'angle de lancement idéal atteint, une procédure permettant de séparer l'avion spatial et son réservoir externe de l'avion porteur était enclenchée. L'ensemble spatial devait ensuite entamer son ascension vers l'orbite, tandis que l'An-225 retournait vers sa base. La phase de largage de l'avion spatial consistait en deux étapes :
- Réduction rapide de l'accélération (facteur « g ») à une valeur de −0,6 g. À ce moment était initiée la cassure des liaisons mécaniques entre l'avion porteur et l'étage spatial[12] ;
- Séparation sécurisée (sans collision) de l'avion porteur et de l'étage spatial. Pendant cette phase, un contrôle précis des deux ensembles devait permettre de conserver une distance de sécurité correcte entre l'avion porteur et le flux de gaz provenant des moteurs de l'étage spatial[12].

Après la séparation, l'étage spatial volait le long de sa trajectoire de lancement, tandis que l'avion porteur retournait en vol horizontal en palier à 8 200 m à 20 km du point de départ de la manœuvre, après avoir atteint une altitude de 8 800 m, puis repartait vers son aérodrome de base. Lorsque l'étage spatial atteignait une vélocité proche de l'orbite, il se débarrassait du réservoir externe, qui retombait et était détruit par les contraintes subies lors de la rentrée atmosphérique. La trajectoire était de toute manière choisie pour que les éléments du réservoir ayant survécu à la rentrée retombent dans l'océan. Après séparation du réservoir externe, l'avion orbital démarrait les moteurs de son système de manœuvres orbitales et finalisait la circularisation de l'orbite sur ses réservoirs internes.
Une fois la mission terminée, l'avion pivotait de 180° et allumait à nouveau ses moteurs de manœuvre, afin de réduire sa vitesse et abaisser sa trajectoire. Il effectuait ensuite une rentrée atmosphérique planée contrôlée et descendait pour revenir à son aéroport de base.

### Avantages par rapport aux systèmes concurrents
Pour les concepteurs du projet, le système polyvalent MAKS devait présenter des avantages considérables par rapport aux systèmes déjà utilisés jusqu'alors par l'Union soviétique ou les autres agences spatiales mondiales :
- Le coût de mise en orbite devait baisser jusqu'à environ 800 à 1 000 dollars par kilogramme de charge utile, contre 12 000 à 15 000 dollars pour les lanceurs réutilisables de première génération, tels Bourane et la navette spatiale américaine[11] ;
- Le lancement depuis une plateforme aérienne mobile supprimait le besoin de bases de lancement spatiales comme Baïkonour ou Plessetsk. De plus, elle permettait de lancer la charge utile dans n'importe-quelle inclinaison orbitale ;
- La capacité de réutilisation du système : l'avion porteur devait pouvoir être utilisé 1 000 fois, l'orbiteur jusqu'à 100 fois et les moteurs-fusées de ce dernier jusqu'à 15 fois[11]. De même, les délais de récupération et de remise en état devaient être minimes[11] ;
- L'impact acoustique créé par la mise en route des moteurs de la « partie spatiale » de l'ensemble MAKS aurait dû être faible, car l'avion porteur devait larguer l'avion-fusée loin du sol et des zones peuplées[11] ;
- La marge de manœuvres lors du retour depuis l'orbite aurait été plutôt élevée, avec une possibilité de modifier la trajectoire (déport latéral) jusqu'à 2 000 km en latitude et longitude[11] ;
- Lors d'une annulation de lancement, le vaisseau aurait pu simplement retourner à sa base en restant accroché à son avion porteur[11] ;
- Lors des lancements, il y aurait eu une forte réduction de la surface des zones d'exclusion se trouvant habituellement délimitées sur la trajectoire empruntée par les fusées classiques (zones où sont censés retomber les étages après leur largage)[11] ;
- Enfin, la mise en œuvre du projet devait pouvoir garantir plus de 400 000 emplois pendant plusieurs années au sein de la Russie et de l'Ukraine[11].

### Spécifications techniques
|                                                                     | MAKS OS-P        | MAKS-OS-B                    | MAKS-T                           | MAKS-M                       |
| ------------------------------------------------------------------- | ---------------- | ---------------------------- | -------------------------------- | ---------------------------- |
| Masse au décollage (depuis l'aérodrome)                             | 620 tonnes       | 620 tonnes                   | 620 tonnes                       | 620 tonnes                   |
| Masse de l'ensemble spatial (au largage depuis l'avion porteur)     | 275 tonnes       | 275 tonnes                   | 275 tonnes                       | 275 tonnes                   |
| Masse de l'orbiteur                                                 | 26,9 tonnes      | 26,9 tonnes                  |                                  |                              |
| Charge utile (orbite de 200 km) :                                   |                  |                              |                                  |                              |
| • Inclinaison de 51°                                                | 8,3 tonnes       | 9,5 tonnes                   | 18 tonnes                        | 5,5 tonnes                   |
| • Inclinaison de 28°                                                |                  |                              | 19 tonnes                        |                              |
| • Inclinaison de 0° (équateur)                                      |                  |                              | 19,5 tonnes                      | 7 tonnes                     |
| Charge utile (inclinaison de 51°) :                                 |                  |                              |                                  |                              |
| • Altitude de 400 km                                                | 6,9 tonnes       | 8 tonnes                     | 17,3 tonnes                      |                              |
| • Altitude de 800 km                                                | 4,3 tonnes       | 5,4 tonnes                   | 16,1 tonnes                      |                              |
| • Orbite géostationnaire (altitude de 36 000 km, inclinaison de 0°) |                  |                              | jusqu'à 5 tonnes                 |                              |
| Membres d'équipage                                                  | 2                | aucun (versions sans pilote) | aucun (versions sans pilote)     | aucun (versions sans pilote) |
| Plage d'altitudes orbitales                                         | 140 à 1 500 km   | 140 à 1 500 km               | 140 à 36 000 km                  |                              |
| Longueur du compartiment de la charge utile                         | 6,8 m            | 8,7 m                        | 13 m                             | 7 m                          |
| Diamètre du compartiment de la charge utile                         | 2,6 m            | 2,7 m                        | 5 m                              | 4,6 m                        |
| Plage d'inclinaisons orbitales :                                    |                  |                              |                                  |                              |
| • Latitude de départ de 46°                                         | 28 à 97°         | 28 à 97°                     | 28 à 97°                         |                              |
| • Latitude de départ de 18°                                         | 0 à 97°          | 0 à 97°                      | 0 à 97°                          |                              |
| Déport latéral lors du retour sur terre                             | jusqu'à 2 000 km | jusqu'à 2 000 km             | aucun (version non-réutilisable) | jusqu'à 1 200 km             |
| Vitesse d'atterrissage                                              | + 330 km/h       | + 330 km/h                   |                                  | + 330 km/h                   |
| Durée de la mission                                                 | 5 jours          | 30 jours                     |                                  |                              |